# 恒世親王
恒世親王（つねよしんのう）は、淳和天皇の第一皇子。母は贈皇后・高志内親王。官位は三品・中務卿。

## 経歴
祖父・桓武天皇の在世末期、延暦24年（805年）に生まれる。その立場は誕生時から複雑なものであった。父親の大伴親王（後の淳和天皇）は、桓武天皇の皇子であるが夫人・藤原旅子所生の子であり、皇后・藤原乙牟漏所生の安殿親王（後の平城天皇）・神野親王（後の嵯峨天皇）と比べれば、皇位継承から遠い存在であった。だが、桓武天皇は自身の皇子女間の結婚（すなわち異母兄妹の結婚）におる王権強化を目指しており、安殿親王と朝原内親王・大宅内親王、神野親王を高津内親王、そして皇后所生で両親王の同母妹高志内親王を同じ式家出身の母親を持つ大伴親王と結婚させた。ところが、大伴親王と高志内親王が先に健康な皇男子をもうけたことで事態は複雑となった。平城天皇と朝原・大宅内親王との間には結局皇子女が生まれず、嵯峨天皇と高津内親王との間には後に業良親王が生まれたがこの皇子は精神に問題があったらしい。平城天皇は高岳親王、嵯峨天皇は正良親王（後の仁明天皇）を後継ぎとしたが、高岳親王は伊勢氏、正良親王は橘氏を母に持つため、桓武天皇との親疎では恒世王には劣っていた。このため、恒世王が平城・嵯峨両天皇に次ぐ皇位継承権を持つと考えられるようになり、更に父親在世中に父を飛ばして子を皇位に立てる慣例が存在しないために、恒世王を即位させるために大伴親王にも皇位継承を認めなければならない事態となったのである。大伴親王はこの事態を憂慮して臣籍降下を申し出て自己と恒世の皇位継承からの離脱を図るも、平城・嵯峨天皇はこれを認めず、薬子の変で嵯峨天皇の皇太子であった高岳親王が廃されると、恒世王への継承を前提として大伴親王が皇太子とされた。
大伴親王は弘仁14年（823年）4月16日に即位する（淳和天皇）。皇太子には嵯峨上皇の強い叡慮で同月4月18日に当時従四位下・侍従であった恒世王が立てられるが、即日辞退してその日のうちに嵯峨上皇の子である正良親王（仁明天皇）が擁立された。この流れは淳和天皇の強い叡慮が背景にあったとされている。明確な記録は欠くものの、『日本後紀』の記述よりその際に親王宣下が行われて三品の位が与えられたと見られている。同年9月28日に治部卿、10月21日に中務卿に任じられた。
病気のため、天長3年（826年）5月1日薨去。享年22。最終官位は中務卿三品。山城国愛宕郡鳥部寺以南に葬られた。淳和天皇は衝撃を受けて暫く政務を執らず、正道王を引き取って養子とした（後に仁明天皇の養子となる）。
天長10年（833年）に淳和天皇は正良親王（仁明天皇）に譲位をするが、恒世親王が既に亡くなっていたため、代わりに正子内親王（嵯峨天皇の皇女で、仁明天皇の妹）が生んだ異母弟の恒貞親王が代わりに皇太子となった。

## 官歴
『日本後紀』による。
- 時期不詳：従四位下
- 弘仁14年（823年） 4月18日：見侍従、三品？。9月28日：治部卿。10月21日：中務卿
- 天長3年（826年） 5月1日：薨去（中務卿三品）

## 系譜
- 父：淳和天皇
- 母：高志内親王（桓武天皇の皇女） - 贈皇后
- 生母不詳の子女
  - 男子：正道王
  - 女子：藤原衛正室